# Icor
Na mitologia grega, icor ou ícor (em grego: ἰχώρ, transl. ichór) é o fluido etéreo, presente no sangue dos deuses gregos. Afirma-se que o icor está presente na ambrósia ou néctar. Quando um deus era ferido e sangrava, o icor tornava o sangue divino venenoso para mortais. Essa substância também faria com que o sangue dos deuses ganhasse uma coloração dourada.